# Palaui labdarúgó-válogatott
A palaui labdarúgó-válogatott Palau válogatottja. Nem tagja a FIFA-nak, de a Mikronéziai Játékokon (MicroGames) mindig részt vesz.

## Palau győztes mérkőzései
| Ellenfél | M | GY | D | V | RG | KG | GK | Győz. % |
| -------- | - | -- | - | - | -- | -- | -- | ------- |
| Yap      | 1 | 1  | 0 | 0 | 7  | 1  | 6  | 100%    |
| Pohnpei  | 1 | 1  | 0 | 0 | 7  | 1  | 6  | 100%    |
| Palau B  | 1 | 1  | 0 | o | 6  | 3  | 3  | 100%    |
| Összesen | 3 | 3  | 0 | 0 | 20 | 5  | 15 | 100%    |

### Mikronéziai játékok
| Év        | Helyezés    | M           | Gy          | D           | V           | RG          | KG          |
| --------- | ----------- | ----------- | ----------- | ----------- | ----------- | ----------- | ----------- |
| 1998      | 3. hely     | 6           | 3           | 0           | 3           | 26          | 40          |
| 2001      | Nem indult. | Nem indult. | Nem indult. | Nem indult. | Nem indult. | Nem indult. | Nem indult. |
| 2014      | 2. hely     | 6           | 4           | 1           | 1           | 15          | 4           |
| 2018      | 3. hely     | 4           | 1           | 0           | 3           | 4           | 5           |
| Összesen: | 2. hely     | 16          | 9           | 5           | 2           | 36          | 11          |

1. ↑  World Football Elo Ratings. eloratings.net